# 10351 Seiichisato
A 10351 Seiichisato (ideiglenes jelöléssel 1992 SE1) a Naprendszer kisbolygóövében található aszteroida. K. Endate és Vatanabe Kazuró fedezte fel 1992. szeptember 23-án.